# Diagrama de casos de uso
En el Lenguaje de Modelado Unificado, un diagrama de casos de uso es una forma de diagrama de comportamiento UML mejorado.
El  Lenguaje de Modelado Unificado (UML), define una notación gráfica para representar casos de uso llamada modelo de casos de uso. UML no define estándares para que el formato escrito describa los casos de uso, y así mucha gente no entiende que esta notación gráfica define la naturaleza de un caso de uso; sin embargo una notación gráfica puede solo dar una vista general simple de un caso de uso o un conjunto de casos de uso. Los diagramas de casos de uso son a menudo confundidos con los casos de uso. Mientras los dos conceptos están relacionados, los casos de uso son mucho más detallados que los diagramas de casos de uso. En los conceptos se debe detallar más de un caso de uso para poder identificar qué es lo que hace un caso de uso.
- La descripción escrita del comportamiento del sistema al afrontar una tarea de negocio o un requisito de negocio. Esta descripción se enfoca en el valor suministrado por el sistema a entidades externas tales como usuarios humanos u otros sistemas.

- La posición o contexto del caso de uso entre otros casos de uso. Dado que es un mecanismo de organización, un conjunto de casos de uso coherentes y consistentes promueven una imagen fácil de comprender del comportamiento del sistema, un entendimiento común entre el cliente/propietario/usuario y el equipo de desarrollo.

En esta práctica es común crear especificaciones suplementarias para capturar detalles de requisitos que caen fuera del ámbito de las descripciones de los casos de uso. Ejemplos de esos temas incluyen restricciones de diseño como: rendimiento, temas de escalabilidad/gestión, o cumplimiento de estándares.
El diagrama de la derecha describe la funcionalidad de un Sistema Restaurante muy simple. Los casos de uso están representados por elipses y los actores están, por ejemplo, los casos de uso se muestran como parte del sistema que está siendo modelado, los actores no.
En este caso, podemos apreciar tanto declaraciones correctas como incorrectas. El probar la comida y pagarla es un requerimiento funcional del sistema, pero beber vino no lo es, por lo tanto este caso de uso está incorrecto.
La interacción entre actores no se ve en el diagrama de casos de uso. Si esta interacción es esencial para una descripción coherente del comportamiento deseado, quizás los límites del sistema o del caso de uso deban de ser reexaminados. Alternativamente, la interacción entre actores puede ser parte de suposiciones usadas en el caso de uso. Sin embargo, los actores son una especie de rol, un usuario humano u otra entidad externa puede jugar varios papeles o roles. Así el Chef y el Cajero podrían ser realmente la misma persona.

## Relaciones de Casos de Uso
Las tres relaciones principales entre los casos de uso son soportadas por el estándar UML, el cual describe notación gráfica para esas relaciones. Veamos una revisión de ellas a continuación:

### Inclusión (include)
Es una forma de interacción o creación, un caso de uso dado puede "incluir" otro caso de uso. El primer caso de uso a menudo depende del resultado del caso de uso incluido. Esto es útil para extraer comportamientos verdaderamente comunes desde múltiples casos de uso a una descripción individual (si el actor realiza el caso de uso base tendrá que realizar también el caso de uso incluido), desde el caso de uso. El estándar de Lenguaje de Modelado Unificado de OMG define una notación gráfica para realizar diagramas de casos de uso, pero no el formato para describir casos de uso. Mucha gente sufre la equivocación pensando que un caso de uso es una notación gráfica (o es su descripción). Mientras la notación gráfica y las descripciones son importantes, ellos forman parte de la documentación de un caso de uso --un propósito para el que el actor puede usar el sistema. La notación es de una flecha de punta abierta con línea discontinua desde el caso de uso que lo incluye hasta el caso de uso incluido, con la etiqueta "«include»". Este uso se asemeja a una expansión de una macro, donde el comportamiento del caso incluido es colocado dentro del comportamiento del caso de uso base. No hay parámetros o valores de retorno

### Extensión (extend)
Es otra forma de interacción, un caso de uso dado (la extensión) puede extender a otro. Esta relación indica que el comportamiento del caso de la extensión se utiliza en casos de uso, un caso de uso a otro caso siempre debe tener extensión o inclusión. El caso de uso extensión puede ser insertado en el caso de uso extendido bajo ciertas condiciones. La notación, es una flecha de punta abierta con línea discontinua, desde el caso de uso extensión al caso de uso extendido, con la etiqueta «extend». Esto puede ser útil para lidiar con casos especiales, o para acomodar nuevos requisitos durante el mantenimiento del sistema y su extensión.
"La extensión, es el conjunto de objetos a los que se aplica un concepto. Los objetos de la extensión son los ejemplos o instancias de los conceptos."
Documentan el comportamiento de un sistema desde el punto de vista de un usuario.
En otras palabras será utilizado cuando un caso de uso sea similar a otro pero con ciertas variaciones, un ejemplo claro es que se necesite comprar azúcar y podemos seleccionar de entre azúcar rubia, blanca o su unidad de medida bolsa, kilo, etc.

### Generalización
"Entonces la Generalización es la actividad de identificar elementos en común entre conceptos y definir las relaciones de una superclase (concepto general) y subclase (concepto especializado). Es una manera de construir clasificaciones taxonómicas entre conceptos que entonces se representan en jerarquías de clases. Las subclases conceptuales son conformes con las superclases conceptuales en cuanto a la intención y extensión."
En la tercera forma de relaciones entre casos de uso, existe una relación generalización/especialización. Un caso de uso dado puede estar en una forma especializada de un caso de uso existente. La notación es una línea sólida terminada en un triángulo dibujado desde el caso de uso especializado al caso de uso general. Esto se asemeja al concepto orientado a objetos de sub-clases, en la práctica puede ser útil factorizar comportamientos comunes, restricciones al caso de uso general, describirlos una vez, y enfrentarse a los detalles excepcionales en los casos de uso especializados.
UML